# Викерс 143
Викерс 143 (енгл. Vickers 143 Bolivian Scout) је британски ловачки авион. Авион је први пут полетео 1929. године. 

Распон крила авиона је био 10,3 метара, а дужина трупа 8,50 метара. У наоружању су била два предња митраљеза калибра 7,7 милиметара типа Викерс.

## Наоружање
| Наоружање авиона: Викерс 143   |     |
| Ватрено (стрељачко) наоружање  |     |
| Топ                            |     |
| Митраљез                       |     |
| Број и ознака митраљеза        | 2   |
| Калибар                        | 7,7 |
| Бомбардерско наоружање (бомбе) |     |
| Ракетно наоружање (ракете)     |     |